# Беляев, Олег Семёнович
Олег Семёнович Беляев — советский хозяйственный, государственный и политический деятель.

## Биография
Родился в 1917 году в Минеральных Водах. Член КПСС.
Участник Великой Отечественной войны, старший адъютант, командир 3-го стрелкового батальона 1105-го стрелкового полка 328-й стрелковой дивизии. С 1946 года — на хозяйственной, общественной и политической работе. В 1946—1977 гг. — хозяйственный работник на Грозненском нефтеперерабатывающем заводе, представитель в Китайской Народной Республике, партийный работник, первый секретарь Грозненского горкома КПСС, заведующий организационным отделом Чечено-Ингушского обкома КПСС.
Делегат XXII съезда КПСС.
Умер в Краснодаре в 2007 году.